# Eintracht Frankfurt 1996-1997
Questa voce raccoglie le informazioni riguardanti l'Eintracht Frankfurt nelle competizioni ufficiali della stagione 1996-1997.

## Stagione
Nella stagione 1996-1997 l'Eintracht Francoforte, allenato da Dragoslav Stepanović e Horst Ehrmantraut, concluse il campionato di 2. Bundesliga al 7º posto. In Coppa di Germania l'Eintracht Francoforte fu eliminato al secondo turno dal Meppen.

## Rosa
| N. |                               | Ruolo | Calciatore        |
| -- | ----------------------------- | ----- | ----------------- |
| 1  | Macedonia del Nord (bandiera) | P     | Oka Nikolov       |
| 2  | Germania (bandiera)           | D     | Uwe Bindewald     |
| 3  | Germania (bandiera)           | C     | Ralf Weber        |
| 4  | Germania (bandiera)           | D     | Dietmar Roth      |
| 5  | Bulgaria (bandiera)           | D     | Petar Hubchev     |
| 6  | Turchia (bandiera)            | D     | Erol Bulut        |
| 7  | Germania (bandiera)           | A     | Matthias Becker   |
| 8  | Italia (bandiera)             | C     | Marco Rossi       |
| 9  | Svizzera (bandiera)           | A     | Urs Güntensperger |
| 10 | Italia (bandiera)             | C     | Maurizio Gaudino  |
| 11 | Svezia (bandiera)             | A     | Johnny Ekström    |
| 12 | Germania (bandiera)           | C     | René Beuchel      |
| 13 | Germania (bandiera)           | C     | Thorsten Flick    |
| 14 | Germania (bandiera)           | D     | Mirko Dickhaut    |

| N. |                     | Ruolo | Calciatore           |
| -- | ------------------- | ----- | -------------------- |
| 15 | Germania (bandiera) | A     | Timo Reuter          |
| 16 | Germania (bandiera) | C     | Olaf Janßen          |
| 17 | Germania (bandiera) | C     | Oliver Bunzenthal    |
| 18 | Germania (bandiera) | D     | Alexander Kutschera  |
| 19 | Germania (bandiera) | C     | Michael König        |
| 20 | Croazia (bandiera)  | D     | Zvezdan Pejović      |
| 21 | Serbia (bandiera)   | D     | Slobodan Komljenović |
| 23 | Germania (bandiera) | P     | Sven Schmitt         |
| 24 | Germania (bandiera) | C     | Alexander Schur      |
| 27 | Germania (bandiera) | D     | Carsten Hennig       |
| 28 | Germania (bandiera) | C     | Rudolf Bommer        |
| 29 | Turchia (bandiera)  | D     | Burhanettin Kaymak   |
| 31 | Germania (bandiera) | A     | Michael Guht         |
| 32 | Germania (bandiera) | C     | Patrick Glöckner     |

## Organigramma societario
Area tecnica
- Allenatore: Horst Ehrmantraut
- Allenatore in seconda: Ramon Berndroth
- Preparatore dei portieri:
- Preparatori atletici:

## Calciomercato

### Sessione estiva
| Acquisti | Acquisti          | Acquisti           | Acquisti |
| R.       | Nome              | da                 | Modalità |
| -------- | ----------------- | ------------------ | -------- |
| C        | Maurizio Gaudino  | América            |          |
| A        | Michael Guht      | VfR Limburg        |          |
| A        | Urs Güntensperger | Zurigo             |          |
| C        | Olaf Janßen       | Colonia            |          |
| D        | Steffen Menze     | Hannover 96        |          |
| D        | Zvezdan Pejović   | Fortuna Düsseldorf |          |
| C        | Marco Rossi       | América            |          |

| Cessioni | Cessioni           | Cessioni            | Cessioni |
| R.       | Nome               | a                   | Modalità |
| -------- | ------------------ | ------------------- | -------- |
| D        | Steffen Menze      | Zwickau             |          |
| C        | Michael Aničić     | Grazer AK           |          |
| D        | Manfred Binz       | Brescia             |          |
| C        | Jörg Böhme         | Monaco 1860         |          |
| C        | Thomas Doll        | Bari                |          |
| C        | Ralf Falkenmayer   | Eintracht Treviri   |          |
| D        | Burhanettin Kaymak | Galatasaray         |          |
| P        | Andreas Köpke      | Olympique Marsiglia |          |
| A        | Ivica Mornar       | Siviglia            |          |
| C        | Jay-Jay Okocha     | Fenerbahçe          |          |
| A        | Rainer Rauffmann   | Arminia Bielefeld   |          |
| C        | Domenico Sbordone  | Greuther Fürth      |          |
| C        | Markus Schupp      | Amburgo             |          |
| D        | Ned Zelić          | Auxerre             |          |

### Sessione invernale
| Acquisti | Acquisti            | Acquisti    | Acquisti |
| R.       | Nome                | da          | Modalità |
| -------- | ------------------- | ----------- | -------- |
| D        | Alexander Kutschera | Monaco 1860 |          |
| D        | Petar Hubchev       | Amburgo     |          |

| Cessioni | Cessioni             | Cessioni            | Cessioni |
| R.       | Nome                 | a                   | Modalità |
| -------- | -------------------- | ------------------- | -------- |
| C        | Matthias Dworschak   | Hannover 96         |          |
| D        | K'akhaber Tskhadadze | Spartak Vladikavkaz |          |

## Risultati

### 2. Bundesliga

#### Girone di andata
| Arbitro: | Heynemann |

|                       |           |           |
| Tskhadadze 81’ (aut.) | Marcatori | 55’ Menze |

| Arbitro: | Buchhart |

|                         |           |           |
| Ekström 44’ Gaudino 52’ | Marcatori | 12’ Kunze |

| Arbitro: | Koop |

|            |           |                               |
| Hofmann 8’ | Marcatori | 17’ Gaudino 74’ Güntensperger |

| Arbitro: | Hilmes |

|                                    |           |             |
| Gaudino 47’, 80’ Güntensperger 89’ | Marcatori | 79’ Lottner |

| Arbitro: | Stark |

|  |           |            |
|  | Marcatori | 3’ Claaßen |

| Arbitro: | Friedrichs |

|                        |           |            |
| Reich 8’ Schmöller 54’ | Marcatori | 77’ Becker |

| Arbitro: | Fleischer |

|  |           |            |
|  | Marcatori | 15’ Sailer |

| Arbitro: | Casper |

|                |           |          |
| Holetschek 79’ | Marcatori | 27’ Guht |

| Arbitro: | Pohlmann |

|  |           |             |
|  | Marcatori | 20’ Wollitz |

| Arbitro: | Kemmling |

|                           |           |                       |
| Akrapović 55’ Ouakili 61’ | Marcatori | 7’ Ekström 77’ Reuter |

| Arbitro: | Keßler |

|                 |           |             |
| Komljenović 45’ | Marcatori | 29’ Meißner |

| Arbitro: | Lange |

|           |           |                        |
| Kruse 24’ | Marcatori | 47’ Ekström 87’ Becker |

| Arbitro: | Werthmann |

|                        |           |                                        |
| Bommer 14’ Ekström 63’ | Marcatori | 48’ (aut.) Bindewald 87’, 90’ Heidrich |

| Arbitro: | Müller |

|                                        |           |           |
| Landgraf 54’ van der Ven 64’ Bonan 74’ | Marcatori | 57’ Schur |

| Arbitro: | Weiner |

|                                    |           |  |
| Schur 4’ Bindewald 29’ Ekström 85’ | Marcatori |  |

| Arbitro: | Hufgard |

|                                          |           |  |
| Kuka 44’, 54’ Rische 62’, 64’ Franck 90’ | Marcatori |  |

| Arbitro: | Prengel |

|                          |           |                                   |
| Dickhaut 11’ Gaudino 56’ | Marcatori | 43’ Tammen 45’ Elberfeld 86’ Goch |

#### Girone di ritorno
| Arbitro: | Jansen |

|                                   |           |  |
| Becker 11’ Güntensperger 25’, 55’ | Marcatori |  |

| Arbitro: | Byernetzky |

|             |           |  |
| Kirsten 21’ | Marcatori |  |

| Arbitro: | Stark |

|                   |           |  |
| Güntensperger 50’ | Marcatori |  |

| Colonia 14 marzo 1997, ore 19:00 CET 21ª giornata | Fortuna Colonia | 0 – 0 referto | Eintracht Francoforte | Südstadion (6 000 spett.)\| Arbitro: \| Schütz \| |
| Arbitro:                                          | Schütz          |               |                       |                                                   |

| Arbitro: | Blumenstein |

|             |           |                   |
| Vorholt 56’ | Marcatori | 50’ (aut.) Marell |

| Arbitro: | Casper |

|                 |           |  |
| Komljenović 28’ | Marcatori |  |

| Stoccarda 5 aprile 1997, ore 15:30 CEST 24ª giornata | Kickers Stoccarda | 0 – 0 referto | Eintracht Francoforte | Waldau-Stadion (4 467 spett.)\| Arbitro: \| Weiner \| |
| Arbitro:                                             | Weiner            |               |                       |                                                       |

| Arbitro: | Gettke |

|             |           |                |
| Gaudino 87’ | Marcatori | 62’ Zimmermann |

| Arbitro: | Hauer |

|                                       |           |  |
| Grammozīs 23’ Jüptner 73’ Onderka 88’ | Marcatori |  |

| Arbitro: | Müller |

|                       |           |  |
| Neustädter 45’ (aut.) | Marcatori |  |

| Arbitro: | Dehmelt |

|                                                       |           |            |
| Tyszkiewicz 11’ Ballwanz 33’ Dammeier 66’ Deering 75’ | Marcatori | 27’ Janßen |

| Arbitro: | Fleischer |

|                                       |           |           |
| Gaudino 18’, 52’ Weidemann 80’ (aut.) | Marcatori | 35’ Kruse |

| Arbitro: | Frey |

|                                 |           |                                  |
| Däbritz 20’ Heidrich 85’ (rig.) | Marcatori | 47’ Schur 71’, 82’ Güntensperger |

| Arbitro: | Kadach |

|                        |           |  |
| Gaudino 44’ Becker 52’ | Marcatori |  |

| Arbitro: | Schütz |

|                                              |           |            |
| Holick 5’ Vier 42’, 89’ (rig.) Schürmann 71’ | Marcatori | 16’ Becker |

| Francoforte sul Meno 1º giugno 1997, ore 15:00 CEST 33ª giornata | Eintracht Francoforte | 0 – 0 referto | Kaiserslautern | Waldstadion (38 000 spett.)\| Arbitro: \| Buchhart \| |
| Arbitro:                                                         | Buchhart              |               |                |                                                       |

| Arbitro: | Zerr |

|         |           |                        |
| Goch 3’ | Marcatori | 36’ Dickhaut 44’ Weber |

### Coppa di Germania
| Arbitro: | Byernetzky |

|                              |           |                                                          |
| Habermann 40’ Bertermann 82’ | Marcatori | 11’ Tskhadadze 33’ Ekström 47’ Gaudino 90’ Güntensperger |

| Arbitro: | Jansen |

|                                                             |           |             |
| Ukrow 1’ Helmer 5’ Claaßen 37’ Lau 48’ Bujan 58’ Winter 59’ | Marcatori | 17’ Ekström |

## Statistiche

### Statistiche di squadra
| Competizione      | Punti | In casa | In casa | In casa | In casa | In casa | In casa | In trasferta | In trasferta | In trasferta | In trasferta | In trasferta | In trasferta | Totale | Totale | Totale | Totale | Totale | Totale | DR |
| Competizione      | Punti | G       | V       | N       | P       | Gf      | Gs      | G            | V            | N            | P            | Gf           | Gs           | G      | V      | N      | P      | Gf     | Gs     | DR |
| ----------------- | ----- | ------- | ------- | ------- | ------- | ------- | ------- | ------------ | ------------ | ------------ | ------------ | ------------ | ------------ | ------ | ------ | ------ | ------ | ------ | ------ | -- |
| 2. Bundesliga     | 48    | 17      | 9       | 3       | 5       | 25      | 14      | 17           | 4            | 6            | 7            | 18           | 32           | 34     | 13     | 9      | 12     | 43     | 46     | -3 |
| Coppa di Germania | -     | 0       | 0       | 0       | 0       | 0       | 0       | 2            | 1            | 0            | 1            | 5            | 8            | 2      | 1      | 0      | 1      | 5      | 8      | -3 |
| Totale            | 48    | 17      | 9       | 3       | 5       | 25      | 14      | 19           | 5            | 6            | 8            | 23           | 40           | 36     | 14     | 9      | 13     | 48     | 54     | -6 |

### Andamento in campionato
| Giornata  | 1 | 2 | 3 | 4 | 5 | 6 | 7 | 8 | 9  | 10 | 11 | 12 | 13 | 14 | 15 | 16 | 17 | 18 | 19 | 20 | 21 | 22 | 23 | 24 | 25 | 26 | 27 | 28 | 29 | 30 | 31 | 32 | 33 | 34 |
| --------- | - | - | - | - | - | - | - | - | -- | -- | -- | -- | -- | -- | -- | -- | -- | -- | -- | -- | -- | -- | -- | -- | -- | -- | -- | -- | -- | -- | -- | -- | -- | -- |
| Luogo     | T | C | T | C | C | T | C | T | C  | T  | C  | T  | C  | T  | C  | T  | C  | C  | T  | C  | T  | T  | C  | T  | C  | T  | C  | T  | C  | T  | C  | T  | C  | T  |
| Risultato | N | V | V | V | P | P | P | N | P  | N  | N  | V  | P  | P  | V  | P  | P  | V  | P  | V  | N  | N  | V  | N  | N  | P  | V  | P  | V  | V  | V  | P  | N  | V  |
| Posizione | 6 | 5 | 3 | 2 | 3 | 8 | 7 | 9 | 11 | 11 | 12 | 11 | 12 | 13 | 11 | 12 | 14 | 13 | 14 | 12 | 12 | 12 | 9  | 10 | 11 | 12 | 11 | 12 | 10 | 9  | 6  | 7  | 8  | 7  |

Legenda:

Luogo: C = Casa; T = Trasferta. Risultato: V = Vittoria; N = Pareggio; P = Sconfitta.

### Statistiche dei giocatori
| Giocatore        | 2. Bundesliga | 2. Bundesliga | 2. Bundesliga | 2. Bundesliga | Coppa di Germania | Coppa di Germania | Coppa di Germania | Coppa di Germania | Totale   | Totale | Totale      | Totale     |
| Giocatore        | Presenze      | Reti          | Ammonizioni   | Espulsioni    | Presenze          | Reti              | Ammonizioni       | Espulsioni        | Presenze | Reti   | Ammonizioni | Espulsioni |
| ---------------- | ------------- | ------------- | ------------- | ------------- | ----------------- | ----------------- | ----------------- | ----------------- | -------- | ------ | ----------- | ---------- |
| M. Becker        | 28            | 5             | 2             | 0             | 2                 | 0                 | 0                 | 0                 | 30       | 5      | 2           | 0          |
| R. Beuchel       | 19            | 0             | 4             | 0             | 1                 | 0                 | 0                 | 0                 | 20       | 0      | 4           | 0          |
| U. Bindewald     | 30            | 1             | 3             | 1             | 2                 | 0                 | 0                 | 0                 | 32       | 1      | 3           | 1          |
| R. Bommer        | 14            | 1             | 2             | 0             | 0                 | 0                 | 0                 | 0                 | 14       | 1      | 2           | 0          |
| E. Bulut         | 0             | 0             | 0             | 0             | 0                 | 0                 | 0                 | 0                 | 0        | 0      | 0           | 0          |
| O. Bunzenthal    | 5             | 0             | 2             | 0             | 0                 | 0                 | 0                 | 0                 | 5        | 0      | 2           | 0          |
| O. Corrochano    | 1             | 0             | 0             | 0             | 0                 | 0                 | 0                 | 0                 | 1        | 0      | 0           | 0          |
| M. Dickhaut      | 31            | 2             | 12            | 0             | 2                 | 0                 | 1                 | 0                 | 33       | 2      | 13          | 0          |
| M. Dworschak     | 11            | 0             | 2             | 0             | 2                 | 0                 | 0                 | 0                 | 13       | 0      | 2           | 0          |
| J. Ekström       | 18            | 5             | 1             | 0             | 2                 | 2                 | 0                 | 0                 | 20       | 7      | 1           | 0          |
| T. Flick         | 16            | 0             | 2             | 0             | 0                 | 0                 | 0                 | 0                 | 16       | 0      | 2           | 0          |
| M. Gaudino       | 32            | 9             | 9             | 0             | 2                 | 1                 | 0                 | 0                 | 34       | 10     | 9           | 0          |
| P. Glöckner      | 9             | 0             | 0             | 0             | 0                 | 0                 | 0                 | 0                 | 9        | 0      | 0           | 0          |
| M. Guht          | 21            | 1             | 1             | 0             | 0                 | 0                 | 0                 | 0                 | 21       | 1      | 1           | 0          |
| U. Güntensperger | 29            | 7             | 5             | 0             | 2                 | 1                 | 0                 | 0                 | 31       | 8      | 5           | 0          |
| C. Hennig        | 3             | 0             | 0             | 0             | 0                 | 0                 | 0                 | 0                 | 3        | 0      | 0           | 0          |
| P. Hubchev       | 12            | 0             | 1             | 1             | 0                 | 0                 | 0                 | 0                 | 12       | 0      | 1           | 1          |
| O. Janßen        | 7             | 1             | 1             | 1             | 0                 | 0                 | 0                 | 0                 | 7        | 1      | 1           | 1          |
| B. Kaymak        | 0             | 0             | 0             | 0             | 0                 | 0                 | 0                 | 0                 | 0        | 0      | 0           | 0          |
| S. Komljenović   | 27            | 2             | 1             | 0             | 1                 | 0                 | 0                 | 0                 | 28       | 2      | 1           | 0          |
| A. Kutschera     | 15            | 0             | 2             | 0             | 0                 | 0                 | 0                 | 0                 | 15       | 0      | 2           | 0          |
| M. König         | 2             | 0             | 0             | 0             | 0                 | 0                 | 0                 | 0                 | 2        | 0      | 0           | 0          |
| S. Menze         | 10            | 1             | 1             | 0             | 2                 | 0                 | 0                 | 0                 | 12       | 1      | 1           | 0          |
| O. Nikolov       | 31            | 0             | 1             | 0             | 2                 | 0                 | 0                 | 0                 | 33       | 0      | 1           | 0          |
| Z. Pejovic       | 14            | 0             | 5             | 0             | 2                 | 0                 | 0                 | 0                 | 16       | 0      | 5           | 0          |
| T. Reuter        | 8             | 1             | 0             | 1             | 2                 | 0                 | 1                 | 0                 | 10       | 1      | 1           | 1          |
| M. Rossi         | 14            | 0             | 4             | 1             | 1                 | 0                 | 0                 | 0                 | 15       | 0      | 4           | 1          |
| D. Roth          | 27            | 0             | 5             | 1             | 2                 | 0                 | 1                 | 0                 | 29       | 0      | 6           | 1          |
| S. Schmitt       | 3             | 0             | 0             | 0             | 0                 | 0                 | 0                 | 0                 | 3        | 0      | 0           | 0          |
| A. Schur         | 20            | 3             | 3             | 0             | 0                 | 0                 | 0                 | 0                 | 20       | 3      | 3           | 0          |
| K. Tskhadadze    | 9             | 0             | 1             | 1             | 1                 | 1                 | 1                 | 0                 | 10       | 1      | 2           | 1          |
| R. Weber         | 2             | 1             | 0             | 0             | 0                 | 0                 | 0                 | 0                 | 2        | 1      | 0           | 0          |